# Caylusea jaberi
Caylusea jaberi är en resedaväxtart som beskrevs av S. Abedin. Caylusea jaberi ingår i släktet Caylusea och familjen resedaväxter. Inga underarter finns listade i Catalogue of Life.